# Haiti i olympiska sommarspelen 1928
Haiti deltog med två deltagare vid de olympiska sommarspelen 1928 i Amsterdam. Totalt vann de en silvermedalj.

## Medalj

### Silver
- Silvio Cator - Friidrott, längdhopp.